# Sergei Tschernych
Sergei Tschernych (russisch Сергей Черных; * 18. Januar 1972) ist ein ehemaliger russischer Skilangläufer.

## Werdegang
Tschernych lief im November 1994 in Kiruna sein erstes Weltcuprennen, das er auf dem 70. Platz über 10 km klassisch beendete. In der Saison 1995/96 holte er in Nové Město mit dem 29. Platz über 15 km klassisch seine ersten Weltcuppunkte. Zudem wurde er in Lahti Zweiter mit der Staffel und erreichte in Oslo mit dem 15. Platz über 50 km klassisch seine beste Einzelplatzierung im Weltcup. Die Saison beendete er auf dem 45. Platz im Gesamtweltcup und errang damit sein bestes Gesamtergebnis. Im Jahr 1996 wurde er russischer Meister über 30 km. Bei den Weltmeisterschaften 1997 in Trondheim belegte er den 35. Platz über 50 km klassisch, den 17. Rang über 30 km Freistil und zusammen mit Sergei Tschepikow, Maxim Pitschugin und Alexei Prokurorow den vierten Platz mit der Staffel. Sein 29. und damit letztes Weltcupeinzelrennen absolvierte er im Dezember 1997 in Davos, das er auf dem 88. Platz über 30 km klassisch beendete.

## Platzierungen im Weltcup

### Weltcup-Statistik
Die Tabelle zeigt die erreichten Platzierungen im Einzelnen.
- 1.–3. Platz: Anzahl der Podiumsplatzierungen
- Top 10: Anzahl der Platzierungen unter den ersten zehn
- Punkteränge: Anzahl der Platzierungen innerhalb der Punkteränge
- Starts: Anzahl gelaufener Rennen in der jeweiligen Disziplin
- Hinweis: Bei den Distanzrennen erfolgt die Einordnung gemäß FIS.

| Platzierung         | Distanzrennen a | Distanzrennen a | Distanzrennen a | Distanzrennen a | Distanzrennen a | Skiathlon Verfolgung | Sprint | Etappen- rennen b | Gesamt | Team c | Team c  |
| Platzierung         | ≤ 5 km          | ≤ 10 km         | ≤ 15 km         | ≤ 30 km         | > 30 km         | Skiathlon Verfolgung | Sprint | Etappen- rennen b | Gesamt | Sprint | Staffel |
| ------------------- | --------------- | --------------- | --------------- | --------------- | --------------- | -------------------- | ------ | ----------------- | ------ | ------ | ------- |
| 1. Platz            |                 |                 |                 |                 |                 |                      |        |                   |        |        |         |
| 2. Platz            |                 |                 |                 |                 |                 |                      |        |                   |        |        | 1       |
| 3. Platz            |                 |                 |                 |                 |                 |                      |        |                   |        |        |         |
| Top 10              |                 |                 |                 |                 |                 |                      |        |                   |        | 1      | 8       |
| Punkteränge         |                 |                 | 1               | 4               | 1               | 1                    |        |                   | 7      | 1      | 9       |
| Starts              |                 | 6               | 8               | 8               | 5               | 2                    |        |                   | 29     | 1      | 9       |
| Stand: Karriereende |                 |                 |                 |                 |                 |                      |        |                   |        |        |         |

### Weltcup-Gesamtplatzierungen
| Saison  | Platz | Punkte |
| ------- | ----- | ------ |
| 1995/96 | 45.   | 34     |
| 1996/97 | 54.   | 26     |